# شهرستان واشینگتن (آرکانزاس)
شهرستان واشینگتن، آرکانزاس (به انگلیسی: Washington County, Arkansas) شهرستانی در ایالات متحده آمریکا است که در آرکانزاس واقع شده‌است.

## خصوصیات
شهرستان واشینگتن ۲٬۴۶۵٫۶۸ کیلومترمربع مساحت دارد.